# Немилостивый, Виталий Александрович
Виталий Александрович Немилостивый (укр. Віталій Олександрович Немілостівий; род. 26 апреля 1968, Харьков) — украинский политик. Председатель Всеукраинского объединения организации работодателей Федерации работодателей машиностроительной промышленности, волонтёр, народный депутат Украины VII созыва.

## Образование
В 1994 году окончил Харьковский педагогический институт имени Григория Сковороды, а в 2001 году — Национальную юридическую академию имения Ярослава Мудрого, специальность — юрист.

## Биография
С апреля 1995 по апрель 1997 года работал в Акционерном Обществе «Автомобили России» на должностях президента и Директора по внешнеэкономической деятельности.
С апреля 1997 по декабрь 1997 года работал в ассоциации «Слобода» на должности Президента.
С ноября 1997 по сентябрь 2001 года работал в ОАО «Стройгидропривод» на должности Председателя Правления, а с сентября 2001 по декабрь 2002 года — в должности Советника.
С декабря 2002 по декабрь 2003 года работал в ООО «ИВЦ «Машгидропривод» в должности Генерального директора.
С декабря 2003 по август 2004 года работал в ЗАО «ХЗТУ» на должности Председателя Правления, а с августа 2004 по декабрь 2006 года председатель наблюдательного совета.
С декабря 2006 по апрель 2007 года работал Первым заместителем генерального директора Государственного предприятия
«Завод имени Малышева» по вопросам стратегического планирования и реструктуризации.
С апреля 2007 по декабрь 2007 года работал Генеральным директором Государственного предприятия «Завод имени Малышева»
26 декабря 2007 года Распоряжением Кабинета Министров Украины № 1236-р назначен на должность Первого заместителя Министра промышленной политики Украины. Уволен в марте 2010 года.
С 17 марта 2010 года — назначен на должность заместителя Министра промышленной политики Украины. Уволен 5 октября 2011 года.
С ноября 2011 по июль 2012 года был Президентом ассоциации "Слобода".
С июля 2012 по ноябрь 2012 года Почётный глава корпорации "УкрИннМаш"
С 12 декабря 2012 по 27 ноября 2014 года — Народный депутат Украины 7 созыва, Секретарь Комитета Верховной Рады Украины по вопросам промышленной и инвестиционной политики, Член специальной контрольной комиссии Верховной Рады Украины по вопросам приватизации.
С января 2015 года — Почётный глава корпорации "УкрИннМаш"
С декабря 2016 года — Глава комитета Федерации работодателей Украины по развитию промышленности, государственных закупок и сотрудничества с государственным сектором економики.
С декабря 2018 года — Заместитель Главы Совместного представительского органа стороны работодателей на национальном уровне.
С октября 2020 по январь 2021 года — Заместитель министра по вопросам стратегических отраслей промышленности Украины.
С января 2021 года — Почётный глава корпорации "УкрИннМаш".

## Политическая деятельность
В марте 2004 года избран депутатом Коминтерновского районного совета 24 созыва по избирательному округу № 2.
Был членом Партии зеленых Украины.
На парламентских выборах 2012 года был избран депутатом Верховной Рады Украины от партии Всеукраинское объединение «Батькивщина», № 62 в списке. Во время выборов возглавлял избирательный штаб Объединенной оппозиции в Харьковской области. Беспартийный.
Был Секретарем Комитета по вопросам промышленной и инвестиционной политики, членом Специальной контрольной комиссии по вопросам приватизации VII созыва.
4 апреля 2013 года вышел из фракции Всеукраинского объединения «Батькивщина».

## Награды
Отмечен благодарностью Харьковского городского головы, почетными грамотами исполкома Коминтерновского районного совета и Исполкома Харьковского городского совета, почетной грамотой Харьковской областной государственной администрации, Президентской наградой «За усердие», орденом «За патриотизм» II степени, награждён ведомственной наградой РНОБУ - нагрудный знак "Защитник Украины", награждён нагрудным знаком Государственной службы Украины по чрезвычайным ситуациям "Знак почета" от 30.06.2022 года, награждён медалью Министерства обороны Украины "За содействие Вооруженным силам Украины" от 21 июля 2022 года,  награждён почетным нагрудным знаком Главнокомандующего Вооруженных Сил Украины "За содействие войску" от 10.10.2022 года, награждён памятным отличием Главного управления разведки Министерства обороны Украины медалью "30 лет военной разведки Украины" от 24 ноября 2022 года.
Присвоен 1 ранг государственного служащего Украины.
Заслуженный работник промышленности Украины (24 августа 2013).